# پنگوئن ریش‌خطی
پنگوئن ریش‌خطی (نام علمی: Pygoscelis antarcticus) یک گونه پنگوئن از سردهٔ پنگوئن‌های نوک‌دراز است که در جزیره ساندویچ جنوبی، قطب جنوب، جورجیای جنوبی، و جزیره بووه زندگی می‌کند. به آن‌ها سیاه و سفیدهای باریک نیز می‌گویند.